# Charlemagne, le prince à cheval
Vous pouvez aider à l'améliorer ou bien discuter des problèmes sur sa page de discussion.
- Il ne cite pas suffisamment ses sources. Vous pouvez indiquer les passages à sourcer avec {{référence nécessaire}} ou {{Référence souhaitée}}, et inclure les références utiles en les liant aux notes de bas de page. (Marqué depuis avril 2024)
- Certaines informations devraient être mieux reliées aux sources mentionnées dans la bibliographie ou les liens externes. Améliorez sa vérifiabilité en les associant par des références. (Marqué depuis avril 2024)

- Archive Wikiwix
- Bing
- Cairn
- DuckDuckGo
- E. Universalis
- Gallica
- Google
- G. Books
- G. News
- G. Scholar
- Persée
- Qwant
- (zh) Baidu
- (ru) Yandex
- (wd) trouver des œuvres sur Wikidata

Charlemagne, le prince à cheval est un téléfilm franco-italo-germano-luxembourgeois en trois parties, réalisé par Clive Donner, qui a été diffusé la première fois en 1993.

## Synopsis
La vie et les batailles de Charlemagne, de son avènement au trône des Francs à son couronnement comme empereur d’Occident.

## Fiche technique
- Réalisation : Clive Donner
- Scénario : Marcel Jullian et Jack Russel
- Durée : 3 fois 100 minutes
- Première diffusion : 28 février, 7 et 14 mars 1994 sur France 2[1],[2],[3]

## Distribution
La langue originale de ce téléfilm étant l'anglais, les acteurs suivants sont doublés par eux-mêmes, sauf indication.
- Christian Brendel : Charlemagne
- Anny Duperey : Berthe au grand pied
- Gilles Gaston-Dreyfus : Eginhard
- Xavier Deluc : Roland
- Pierre Cosso : Olivier
- Corinne Touzet : Irène de Byzance
- Frank Finlay (doubleur inconnu) : Alcuin d'York
- Marc de Jonge : Childéric
- Sophie Duez : Luitgarde
- Cris Campion : Pépin le Bossu
- André Oumansky : Pépin le Bref
- Lino Capolicchio (doublé par Vincent Violette) : Pape Léon
- Paolo Bonacelli (doublé par Michel Modo) : Vital
- Simona Cavallari (doubleuse inconnue) : Ermengarde
- Vanni Corbellini (it) (doublé par Gérard Rinaldi) : Ganelon
- Carole Richert : Himiltrude
- Nils Tavernier : Carloman
- Isabelle Pasco : Hildegarde
- Arno Chevrier : Roger
- François d'Aubigny : Gilbert
- Peter Sattmann (doubleur inconnu) : Tassilon
- Helmut Griem (doublé par Marc Alfos) : Widukind
- Remo Girone (it) (doublé par Benoît Allemane ?) : Didier, roi de Lombardie
- Valentine Varela : Liutberge de Lombardie, fille de Didier et épouse de Tassilon
- Sergio Fantoni : Pape Adrien
- Giovanni Guidelli (it) : Adalgis
- Anne De Broca : Gerberge
- Iván Kamarás (hu) : Prince Pépin

## Guide des épisodes
- 1 : Le Prince
- 2 : Le Roi
- 3 : L'Empereur